# 1941年清洗红军

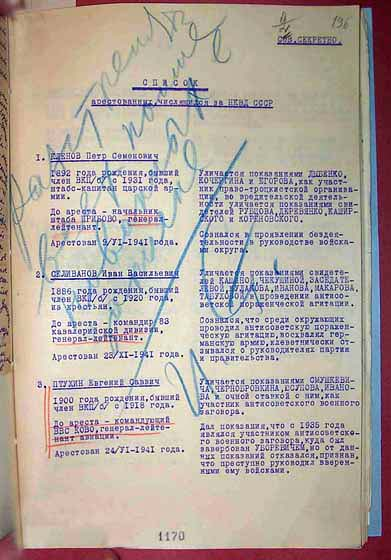
贝利亚在1942年1月29日向斯大林提议处决这46人，斯大林回复：“把表上列出名字的人都枪毙了-J.St”。

1941年清洗红军指的是1940年10月至1942年间，斯大林进行了一系列针对苏联红军内部的清洗行动。尽管1941年6月德国入侵即将开始，苏联红军（特別是空军）及与军事相关的产业都再次遭到了镇压。

## 背景
在大清洗的大规模镇压短暂停止之后，1940年10月，内务人民委员部在贝利亚的领导下开始了新一轮的清洗行动。首先的清洗对象主要为武器人民委员部、航空工业人民委员会和人民军事委员会。大量的高级官员遭受刑讯逼供和一些不利证词指证下被迫承认有罪，受害者皆被指从事莫须有的反苏活动、破坏和间谍行为而被捕。清洗军工行业的浪潮一直持续到1941年才结束。

## 1941年的清洗
1941年4月至5月，政治局对空军出现的高事故率进行了调查，这导致包括空军司令帕维尔·雷恰戈夫中将在内的几名指挥官被免职。5月，一架德国Ju 52运输机降落在莫斯科，由于飞机事先未被防空部队发现，这导致空军部队的领导层被大规模逮捕。内务人民委员部很快将注意力集中在他们身上，并开始调查一项德国间谍在军队中涉嫌反苏的阴谋，并声称该阴谋以空军为执行中心，并与之前在大清洗中的一些阴谋有关。嫌犯于6月初从苏军反间谍机构转移到内务委员会。1941年6月22日，德国开始进攻苏联，此后，进一步的逮捕行动仍在继续。

#### 逮捕
- 5月30日：弹药人民委员部的伊万·谢尔盖耶夫（俄语：Сергеев, Иван Павлович）和恩斯特·沙赫特（英语：Ernst Schacht）少将被逮捕
- 5月31日：彼得·普图尔（英语：Pyotr Pumpur）中将被逮捕
- 6月7日：武器人民委员部鲍里斯·利沃维奇·万尼科夫和格里戈里·米哈伊洛维奇·施捷尔恩上校被逮捕
- 6月8日：雅科夫·斯穆什克维奇中将被逮捕
- 6月18日：帕维尔·阿列克谢耶夫（俄语：Алексеев, Павел Александрович (1888)）中将被逮捕
- 6月19日：亚历山大·洛基托夫（英语：Aleksandr Loktionov）上校被逮捕
- 6月24日：基里尔·阿法纳西耶维奇·梅列茨科夫将军和帕维尔·瓦西里耶维奇·雷恰戈夫中将被逮捕
- 6月27日：伊万·普罗斯库罗夫中将被逮捕

#### 苏德战争时期
在苏德战争的头几个月里，许多指挥官包括著名的德米特里·格里戈里耶维奇·巴甫洛夫将军，他成了战争初期失败的替罪羊。巴甫洛夫的军队在战争初期遭到重创后，他被捕后并被处决。只有两名被告被赦免，他们是武器人民委员部的鲍里斯·利沃维奇·万尼科夫（于7月释放）和苏联国防人民军委的基里尔·阿法纳西耶维奇·梅列茨科夫将军（于9月释放），而后者在严刑拷打下承认了罪行。
1941年10月16日，在莫斯科战役中，大约300名指挥官被处决，其中包括尼古拉·克利奇中将、罗伯特·克利文斯中将和谢尔盖·切尔尼克少将。而其他士兵则于10月17日被送往苏联临时首都古比雪夫（今萨马拉）。10月28日，根据拉夫连季·帕夫洛维奇·贝利亚的个人命令，将近20人在古比雪夫附近被当场射杀，其中包括亚历山大·洛基托夫、格里戈里·米哈伊洛维奇·施捷尔恩上校、费奥多尔·阿尔泽努欣中将、伊万·普罗斯库罗夫、雅科夫·斯穆什克维奇和帕维尔·瓦西里耶维奇·雷恰戈夫及其妻子，这里面还有一些在1939年大清洗后至1941年红军大清洗之前被逮捕的人，包括政治家菲利普·戈洛晓金和米哈伊尔·科德罗夫。
11月，贝利亚成功游说斯大林简化地方军事法庭判处死刑的程序，这样他们就不再需要苏联最高法院军事审判庭和政治局军事委员会的批准，这是大清洗结束以来第一次对审判程序的简化。
经斯大林批准，内务部人民委员会在期间获得了法外处决的权利，特别委员会判处46人死刑，包括17名将军，其中包括彼得·伊万诺维奇·皮库尔中将、帕维尔·阿列克谢夫、康斯坦丁·古塞夫、叶夫根尼·普图欣、尼古拉·特鲁贝茨考伊、彼得·克廖诺夫、伊万·塞利瓦诺夫、恩斯特·沙赫特少将和弹药人民委员部伊凡·谢尔盖夫。他们于1942年2月23日被红军处决。

## 后续
1942年2月4日，贝利亚和他的盟友格奥尔基 · 马林科夫皆都在苏联国防委员会任职，他们被指派监督飞机、武器和弹药的生产工作。
许多在清洗中遇难的受害者分别在20世纪50年代至60年代的去斯大林化期间被平反昭雪。1953年12月，苏联最高法院的一次特别秘密会议未经正当程序即裁定贝利亚在1941年10月犯有法外处决和其他罪行，并定性为恐怖主义罪判处其死刑。